# Rafał Radziszewski
Rafał Radziszewski (* 10. Juli 1981 in Sosnowiec) ist ein polnischer Eishockeytorwart, der seit 2004 bei KS Cracovia in der Ekstraliga unter Vertrag steht.  

## Karriere
Rafał Radziszewski begann seine Karriere als Eishockeyspieler in seiner Heimatstadt bei Zagłębie Sosnowiec, für dessen Profimannschaft er von 2001 bis 2003 in der Ekstraliga, der höchsten polnischen Spielklasse, aktiv war. Während der Saison 2003/04 spielte der Torwart für dessen Ligarivalen Podhale Nowy Targ. Zur Saison 2004/05 wechselte der Nationalspieler innerhalb der Ekstraliga zu KS Cracovia. Mit seiner neuen Mannschaft wurde er in den Jahren 2006, 2008, 2009 und 2011 jeweils Polnischer Meister. 

### International
Für Polen nahm Radziszewski im Juniorenbereich ausschließlich an der U20-Junioren-Weltmeisterschaft der Division I 2001 teil. Im Seniorenbereich stand er im Aufgebot seines Landes bei den Weltmeisterschaften der Division I 2003, 2004, 2005, als er die beste Fangquote und den geringsten Gegentorschnitt des Turniers erreichte, 2006, 2008, 2009, 2011, 2015 und 2016. Zudem gehörte er zum Kader bei den Qualifikationsturnieren zu den Olympischen Winterspielen 2006 in Turin, 2010 in Vancouver und 2014 in Sotschi, wobei er bei der Quali für 2014 aber nicht zu einem Einsatz kam.

## Erfolge und Auszeichnungen
| - 2006 Polnischer Meister mit dem KS Cracovia - 2008 Polnischer Meister mit dem KS Cracovia - 2009 Polnischer Meister mit dem KS Cracovia - 2011 Polnischer Meister mit dem KS Cracovia | - 2013 Polnischer Meister mit dem KS Cracovia - 2014 Polnischer Pokalsieger mit dem KS Cracovia - 2016 Polnischer Meister und Pokalsieger mit dem KS Cracovia |

### International
- 2005 Niedrigster Gegentorschnitt und beste Fangquote der Weltmeisterschaft der Division I, Gruppe A
- 2005 Beste Fangquote der Weltmeisterschaft der Division I, Gruppe A